# Carl Eschebach
Carl Eschebach (* 4. Mai 1842 in Wittenberg; † 8. Februar 1905 in Monte Carlo, Monaco; vollständiger Name: Carl August Emil Eschebach) war ein deutscher Unternehmer, der in Dresden Blechwaren und Küchenmöbel herstellte. Innerhalb weniger Jahre stieg er vom Kleinunternehmer zu großem Wohlstand auf und wurde 1892 zum Kommerzienrat und 1898 zum Geheimen Kommerzienrat ernannt.

## Leben

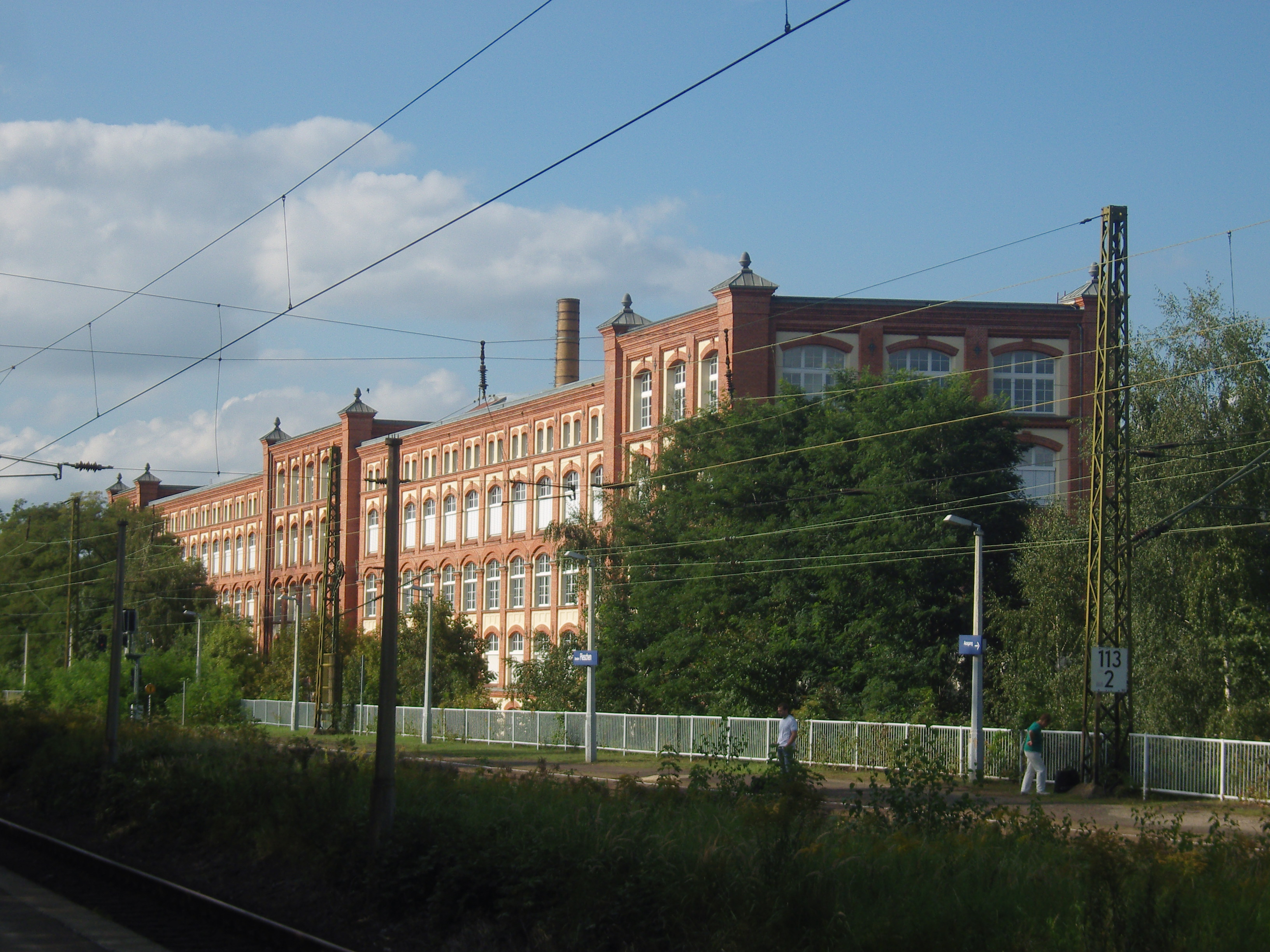
Gebäude der Vereinigte Eschebach'sche Werke AG in Dresden-Pieschen, Riesaer Straße 7

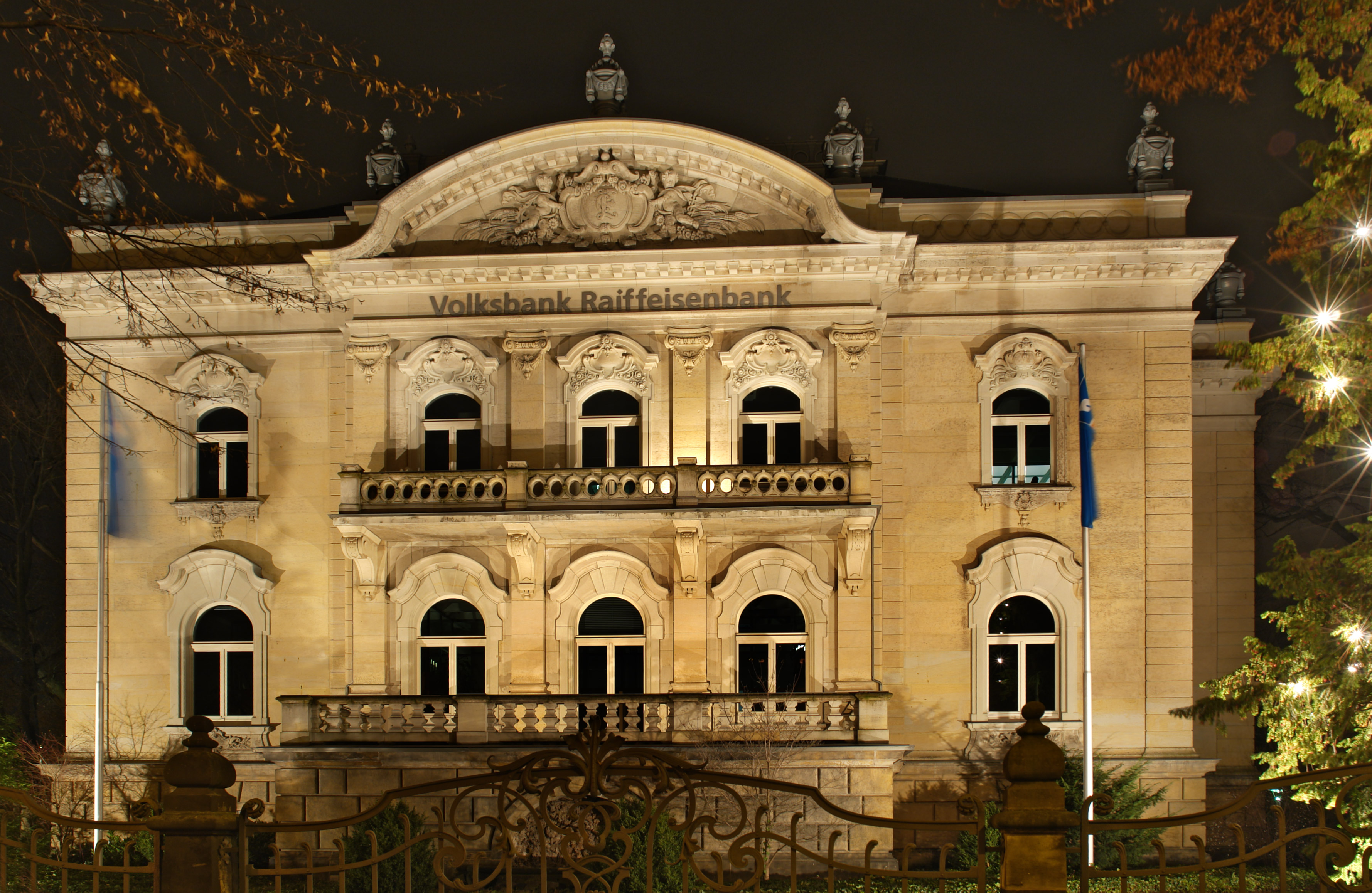
Villa Eschebach in Dresden, seit 1993 repräsentativer Hauptsitz der Dresdner Volksbank Raiffeisenbank

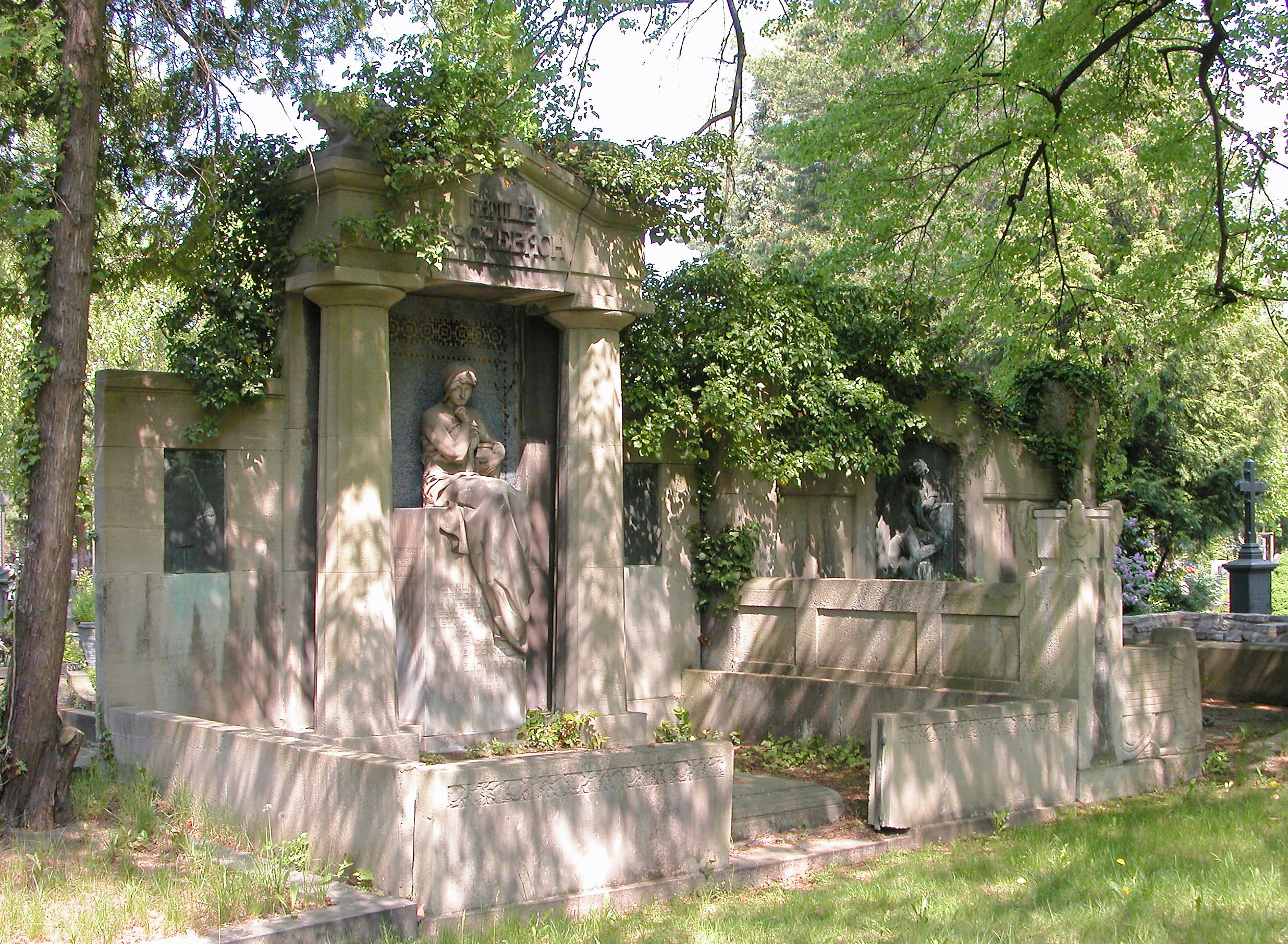
Grabmal von Carl Eschebach auf dem Johannisfriedhof Dresden-Tolkewitz

Der Sohn des Buchbindermeisters Friedrich Eschebach († 1871) und der Johanne Christiane Eschebach geb. Schmidt ging bei einem Klempnermeister in Könnern in die Lehre. Er arbeitete anschließend in Wittenberg, Hannover, Köthen und Berlin. Seine in Köthen gebauten Petroleumkochöfen stellte er auf der Leipziger Messe aus.
Eschebach heiratete 1872 Bertha Emma geb. Illgner (* 1851), die im gleichen Jahr in Dresden ein Klempnergeschäft übernahm. Er fertigte dort Hauswirtschaftsgegenstände, bevor seine Ehefrau das Geschäft nach fünf Jahren aufgab. Mit dem Kaufmann Julius Haußner gründete Eschebach zu jener Zeit das Klempnergeschäft Eschebach & Haußner zur Produktion von Haushaltsgegenständen, außerdem ließ er sich als Sommerhaus eine Villa auf dem Weißen Hirsch errichten.
Der Erfolg des Unternehmens, nicht zuletzt begünstigt durch das stetige Bevölkerungswachstum, machte es notwendig, dass bereits im Jahr 1878 neue Räumlichkeiten am Elbufer und 1880 in der Dresdner Neustadt bezogen wurden und etwa 150 Arbeiter beschäftigt waren. Das Unternehmen baute 1886 an der Dresden-Görlitzer Bahn in Radeberg ein Zweigwerk auf. Neben Gusseisen- und Emaillewaren stellten die Radeberger Guß- und Emaillierwerke Carl Eschebach & Co. auch Eisschränke her. Die Produktpalette wurde von Küchenutensilien und -herden auf Emailprodukte des Pflegebedarfs erweitert. Im Jahr 1890 fusionierte Eschebach seine beiden Unternehmen in die Vereinigte Eschebach'sche Werke Aktiengesellschaft mit Sitz in Dresden. Die Hälfte der von den über 600 Arbeitern hergestellten Erzeugnisse ging in den Export. Im Jahr 1900 erfolgte der Umzug des Dresdner Werks in einen modernen Neubau im westlichen Stadtteil Pieschen. Bei Eschebachs Tod hatten beide Werke etwa 2000 Arbeiter und Angestellte.
Carl Eschebach, der um die Jahrhundertwende zu den vermögendsten Dresdnern zählte, zeigte sich seinen Beschäftigten gegenüber sozial und stellte unter anderem Betriebswohnungen zur Verfügung und gründete eine Stiftung, die seine Arbeiter vor Notsituationen absichern sollte.
Er erwarb 1897 in Berggießhübel die Kur- und Badeanlagen, die er einer umfassenden Erneuerung unterzog, sowie das dortige Schloss Friedrichsthal. Er stiftete 1899 den Berggießhübler Bismarckturm und wurde Ehrenbürger der Stadt sowie Ehrenmitglied des 1877 gegründeten Gebirgsvereins für die Sächsische Schweiz.
Am Albertplatz in der Dresdner Neustadt ließ sich Eschebach 1903 die repräsentative Villa Eschebach errichten, die seine Erben noch bis 1920 bewohnten. Carl Eschebach starb im Februar 1905 während eines Erholungsaufenthalts in Monte Carlo infolge einer Grippe-Erkrankung. Er wurde auf dem Johannisfriedhof in Dresden-Tolkewitz in einer Gruft bestattet. Das mit der Figur einer sitzenden Trauernden von Hans Dammann (1867–1942) geschmückte Erbbegräbnis ist erhalten.
Die Kunstsammlung von Carl Eschebach wurde am 26. November 1912 im Berliner Kunstauktions-Haus Gebrüder Heilbron versteigert.

## Ehrungen
- Kommerzienrat (1892)
- Geheimer Kommerzienrat (1898)

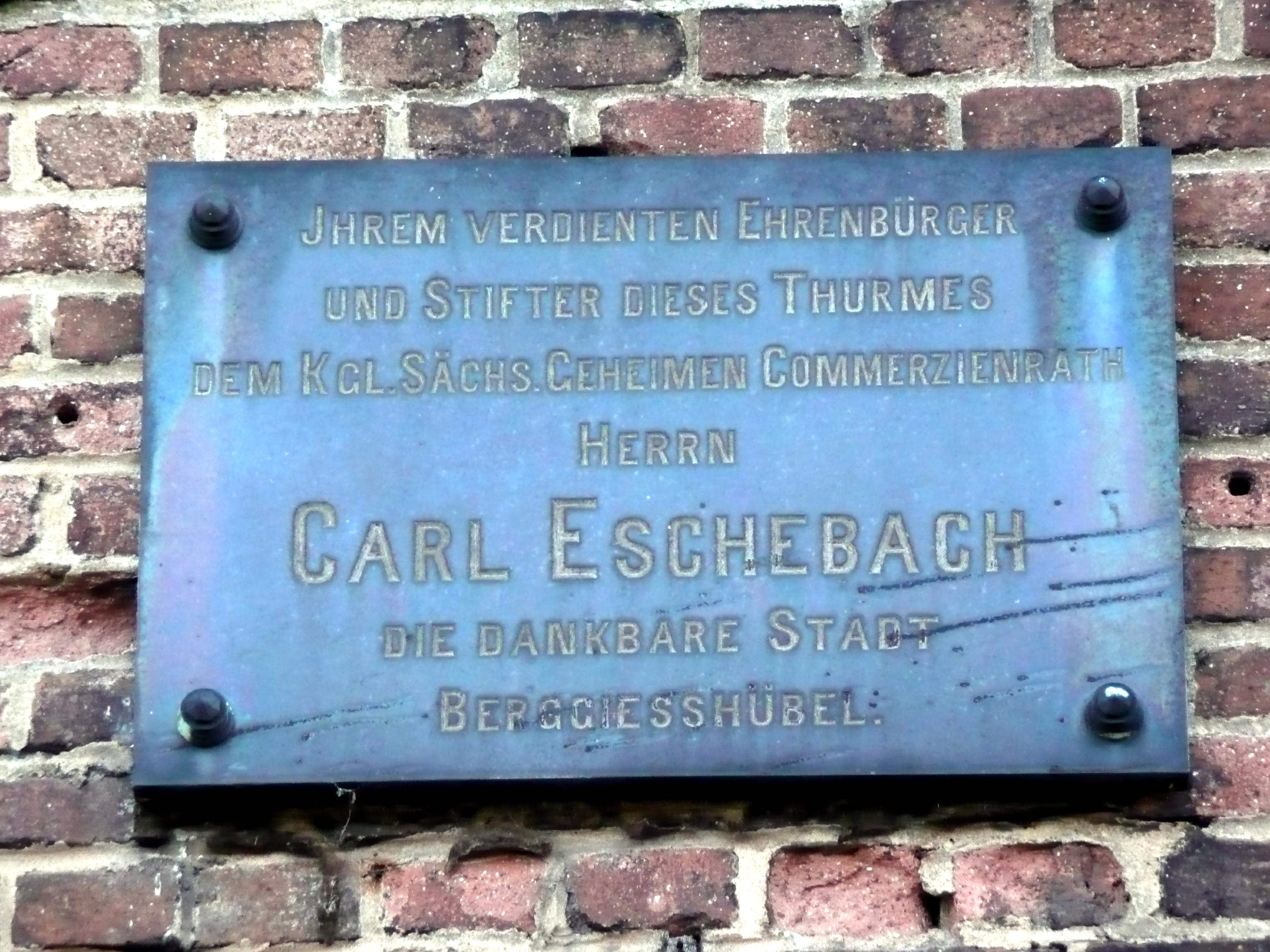
Gedenktafel am Berggießhübler Bismarckturm

- Ehrenbürgerwürde der Stadt Berggießhübel
- Ehrenmitgliedschaft des Gebirgsvereins für die Sächsische Schweiz
- Benennung der Eschebachstraße in Dresden-Pieschen (1911)
- Benennung der Eschebachstraße in Loschwitz, nach der Eingemeindung nach Dresden in Hermann-Prell-Straße umbenannt